# Hugo Benioff
Hugo Benioff (ur. 1899, zm. 1968) – amerykański sejsmolog i astronom, odkrywca położonych w sąsiedztwie rowów oceanicznych stref częstego występowania głębokich trzęsień ziemi (tzw. Strefa Benioffa).